# Дивеевы
Диве́евы — татарский княжеский род.
Род внесён в VI часть родословной книги Нижегородской, Оренбургской и Тамбовской губерний Российской империи , во II и III части родословной книги указанных губерний.

## Происхождение и история рода
Родоначальником Дивеевых является князь-мурза Дивей Бутаков сын Мокшев, который после смерти своего брата-князя Исенея (1559), согласно грамоте Ивана Грозного, был наделён княжением над рзянской мордвой. В настоящее время это земли Дивеевского района Нижегородской области — центр православия с. Дивеево и с. Маевка, ранее называвшееся Князь-Иваново. Его внук Дербиш-мурза Теребердеевич Дивеев, владел поместьями в Кадомском уезде (1678) и в Кадомской разборной книге (1678) назван князем. Потомки его во всех служебных и других официальных актах именовались князьями.
Ногайскому князю Богатырь-Гирею Дивееву дано государево жалование (1613). Дмитрий-мурза Дивеев служил в прапорщиках и участвовал в Чигиринском походе (1678).
В Боярской книге за 1690—1692 года записаны стольники: Аким Дебрышев, Дмитрий Акчурин, Иван Айтугаев, Михаил Булатович и Никита Байбашев князья Дивеевы.
Владели населёнными имениями (1699) князья Дивеевы: Мамлей Артуганов, Имря-мурза Нагабеков, Муста-мурза и Сафар-мурза Дербишевы, Иван Никитич, Маркел и Фёдор Прокофьевичи, Аким Дербишев, Дмитрий Васильевич, Иван Атусанов с братом.
Аким Дебежеевич владел поместьем в Кадомском уезде вместе с женой Анной Афанасьевной (ур. Жукова) (1704)..
Часть Дивеевых, в конце XVII века приняла православие и проживали в основном в Ардатовском уезде Нижегородской губернии, Темниковском уезде Тамбовской губернии. Представители другой части перебрались в Башкирию и Оренбуржье, сохранив ислам.
Определением Правительствующего сената (22 декабря 1852) утверждены в достоинстве татарских князей, с внесением в VI часть родословной книги князья Дивеевы:
1. Муратьша и Темирбай Сулеймановичи.
2. Габит Ханюкович и его сын Габдул-халик.
3. Хамит Ханюкович.
4. Валит Ханюкович и его дети: Рахмет-улла, Валиулла и Галиулла[6].

## Генетический паспорт
Исследование ДНК Y-хромосомы представителей татарских князей Мансыревых, Дивеевых, Сюндюковых имеющих общего предка по мужской линии, выявило у них гаплогруппу Q1b. Татарские мурзы, ведущие происхождение от Девея Бутакова (Бутакиды), относятся к субкладу L275+ M378-, гаплогруппы Q1b-L275.